# 김영세 (1950년)
김영세(金暎世, 1950년 12월 18일 ~ )는 대한민국의 산업디자이너이다. 현재 이노디자인의 대표이사이다.

## 학력
- 1969 경기고등학교
- 1974 서울대학교 응용미술학 학사
- 일리노이대학교 대학원 석사

## 경력
- 이노디자인 대표
- 2000년 DesignAtoZ.com 설립
- 2010년 상명대학교 디자인대학 석좌교수

## 대표작
- 1991년 골프가방 프로텍  미국산업디자이너협회 국제우수디자인상 IDEA 동상.
- 1993년 휴대용 가스버너 랍스터 미국산업디자이너협회 국제우수디자인상 IDEA 금상.
- 1999년 잠금식 지퍼 미국산업디자이너협회 국제우수디자인상 IDEA 은상.
- 2002년 아이리버 MP3 iFP-100.
- 2005년 아이리버 N10 레드닷 디자인 어워드 수상, 아이리버 iFP 1000 미국산업디자이너협회 국제우수디자인상 IDEA 은상, 라네즈 슬라이딩 팩트 IF 디자인 어워드 및 레드닷 디자인 어워드 수상.

## 저서
- 《퍼플피플》 (교보문고, 2012년)
- 《이매지너》 (랜덤하우스, 2009년)
- 《이노베이터》 (랜덤하우스 중앙, 2005년)
- 《12억짜리 냅킨 한 장》 (중앙 M&B, 2001년)

## 수상
- 2012년 옥관문화훈장[1][2]

## 주요 출연작

### 텔레비전 광고
- 굿모닝신한증권

## 여담
매형의 친조카가 가수 성시경이다.